# 하마다 준이치
하마다 준이치(일본어: 濱田 純一, 1950년 3월 14일 ~ )는 일본의 법학자이자 교수이며, 2009년부터 2015년까지 도쿄 대학 총장을 역임했다.

## 인물
효고현 아카시시 출신으로 1972년 도쿄 대학 법학부를 졸업하고 동 대학원에서 법학 정치학 연구과 석사 과정을 수료했다. 이후 도쿄 대학의 신문 연구소와 사회 정보 연구소에서 조교수와 연구소장직을 두루 거쳤고, 2005년에 도쿄 대학 이사 겸 부학장, 2009년에는 도쿄 대학 총장(제29대)으로 취임하면서 도쿄 대학 개교 이후 처음으로 전후 태생의 총장이 됐다.

## 주요 경력

### 학력
- 1968년 3월 : 나다 고등학교 졸업
- 1972년 3월 : 도쿄 대학 법학부 졸업
- 1974년 3월 : 도쿄 대학 대학원 법학 정치학 연구과 석사 과정 수료
- 1979년 3월 : 도쿄 대학 대학원 법학 정치학 연구과 박사 과정 수료

### 경력
- 1979년 4월 : 도쿄 대학 신문 연구소 조교
- 1981년 10월 : 도쿄 대학 신문 연구소 조교수
- 1992년 4월 : 도쿄 대학 신문 연구소·사회 정보 연구소 교수
- 1995년 4월 : 도쿄 대학 사회 정보 연구소장(1999년 3월까지)
- 2000년 4월 : 도쿄 대학 대학원 정보학환교수(도쿄 대학 대학원 정보학환장·학제정보학부장(2002년 3월까지))
- 2005년 4월 : 국립대학법인 도쿄 대학 이사·부학장
- 2009년 4월 ~ 2015년 3월: 국립대학법인 도쿄 대학 총장(제29대)[1]

### 기타 대외 경력
- 일본 매스커뮤니케이션학회 이사(1999년 ~ )
- 일본 매스커뮤니케이션학회 회장(2009년 ~ )
- 총무성 전파 감리 심의회 위원(2000년 ~ )
- 방송 윤리 프로그램 향상 기구(BPO) 이사(2008년 11월 ~ )
- 총무성 전파 감리 심의회 회장(2009년 ~ )
- 국립대학협회 회장(2009년 4월 ~ )
- 글로벌 COE 프로그램 위원회 위원(2010년 ~ )
- 2011년 4월 : 중앙교육심의회 위원(제6기, 제7기)

## 저서·논문
- 《제도 개념에 있어서의 주관성과 객관성(制度概念における主観性と客観性)》(현대헌법학연구회 편 ‘현대 국가와 헌법의 원리’ 수록, 유히카쿠, 1983년)
- 《미디어의 법리(メディアの法理)》(일본 평론사, 1990년 5월) ISBN 4-535-57868-0
- 《정보법(情報法)》(유히카쿠, 1993년 4월) ISBN 978-4-641-04424-1
- 《정보학 사전》(공저, 고분도, 2002년 6월)